# Sherida Triggs
Sherida Lynn Triggs (geboren am 12. Juli 1985 in Norcross (Georgia)) ist eine amerikanische Basketballspielerin.

## Leben
Nach ihrer College-Zeit bei den Old Dominion Monarchs Womens’s Basketball in Meadowcreek wechselte sie zur Saison 2007/2008 zum SV Halle Lions und von dort zum finnischen Erstligisten Kotka Peli-Karhut. 2009/2010 verpflichtete sie der deutsche  Erstligist BC Marburg. Nach einer Saison verließ sie den Verein wieder. 
2010 wurde sie von der Hallenser Gegenspielerin Lejla Bejtic wegen einer vom seinerzeitigen Hallenser Trainer Peter Kortmann unterstellten absichtlichen Körperverletzung angezeigt, woraufhin der BC Marburg Strafanzeige wegen Verleumdung gegen Peter Kortmann ankündigte. Im Spiel gegen die Halle Lions soll Triggs Opfer rassistischer Anfeindungen geworden sein.
Nach den Profi-Jahren in Finnland und Deutschland kehrte sie nach Meadowcreek zurück und trainiert seit 2015 die Mustangs.